# The Harder They Fall
The Harder They Fall (conocida en español como Más dura será la caída en España y La caída de un ídolo en Hispanoamérica) es una película estadounidense de 1956 dirigida por Mark Robson, y con Humphrey Bogart, Rod Steiger, Jan Sterling y Mike Lane en los papeles principales. Está basada en la novela homónima, del estadounidense Budd Schulberg, y narra una historia de corrupción en el boxeo.

## Argumento
Un periodista deportivo, Eddie Willis (Humphrey Bogart), es requerido por un amigo suyo, el mánager y promotor boxístico Nick Benko (Rod Steiger) para promocionar a un boxeador argentino llamado Toro Moreno (Mike Lane). El Toro resulta ser un luchador de peso y estatura impresionantes pero de nula habilidad para el boxeo, a pesar de lo cual es contratado por Nick Benko como su nueva estrella. 
Eddie acepta el trabajo por la oferta económica, que incluye un porcentaje del dinero que Nick Benko gane como empresario del Toro a pesar de saber que los combates serán amañados para convertir al Toro Moreno en el campeón de los pesos pesados mediante fraudes diversos, inclusive sobornando rivales; mientras tanto, lentamente Eddie va formando amistad con el Toro, sorprendido por la ingenuidad y buena fe del boxeador. 
El plan de Nick Benko tiene éxito hasta que el Toro Moreno debe combatir en calidad de retador contra Buddy Brannen, el campeón de pesos pesados. Al notar que Brannen es el favorito debido al escaso talento del Toro Moreno, Benko lanza apuestas a favor de Brannen para así ganar más dinero, juzgando inútil seguir apoyando al Toro Moreno. Tal como se esperaba, Buddy Brannen derrota al Toro dándole una feroz paliza que le rompe la mandíbula, debiendo ser internado en un hospital.
Tras el combate Nick informa a Eddie que los beneficios a pagarle al Toro Moreno apenas suman 50 dólares, quedando el resto de los ingresos de la pelea en poder de Nick. Ante ello Eddie se desprende de su propio porcentaje de beneficios para entregárselo al Toro, a quien hace retornar a Argentina. Finalmente se enfrentará a Nick para denunciarlo ante la prensa.

## Comentarios

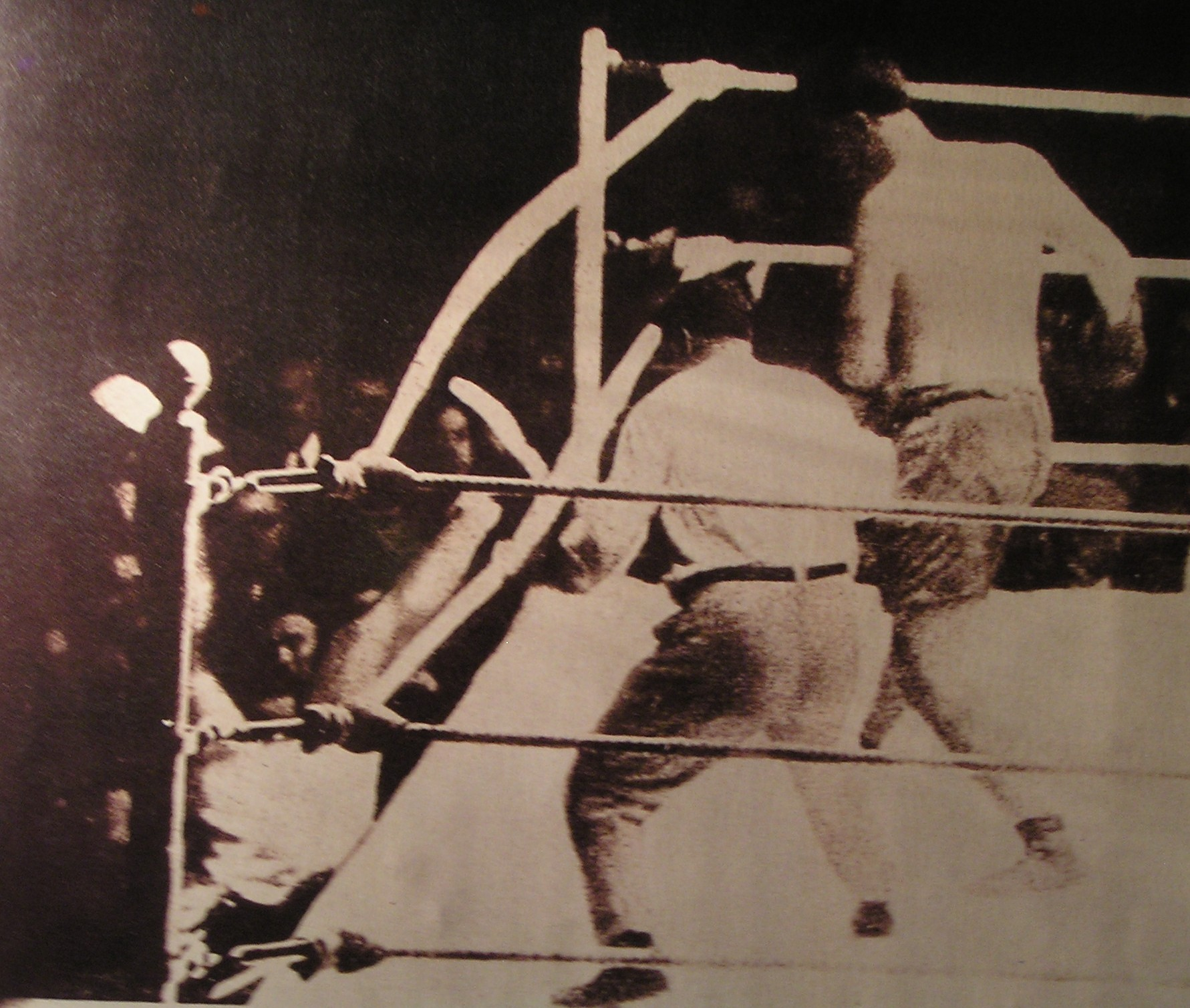
Firpo sacando del ring a Dempsey. Fotoradio de la revista El Gráfico.

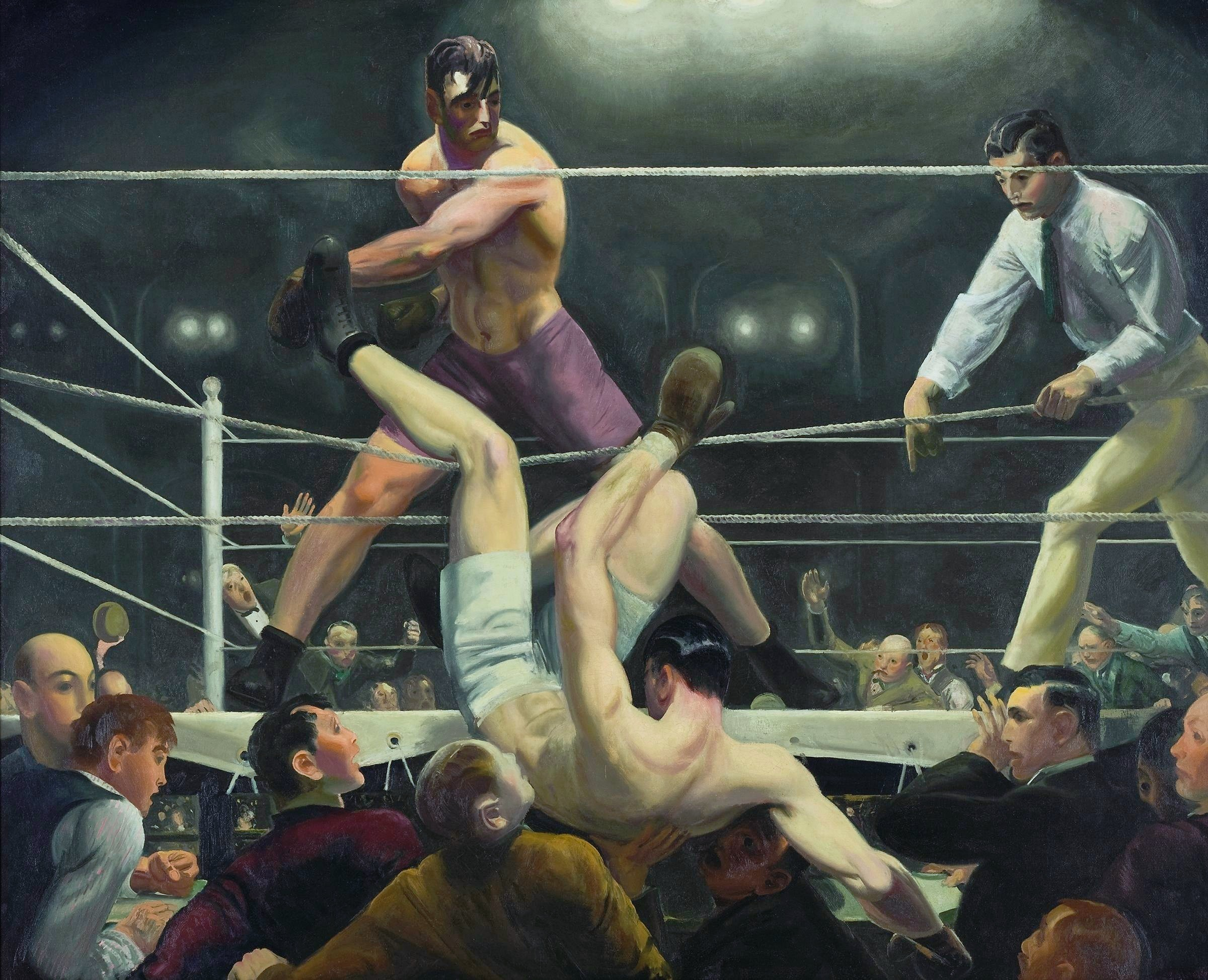
"Dempsey y Firpo", pintura de George Wesley Bellows, 1924.

En el momento del estreno, gran parte de la prensa especulaba que el argumento de la película estaba basado en la historia real del boxeador italiano Primo Carnera, quien había sido acusado en la década de 1940 de haber ganado peleas en Estados Unidos por haberse coludido con sus rivales, en tanto uno de sus empresarios tenía fuertes lazos con la Mafia. El propio Carnera lanzó una demanda judicial contra Columbia Pictures debido a esta película, pero la reclamación fue desestimada por los jueces.
Otra parte de la prensa hacía la siguiente conjetura: el argumento de la película estaba basado en la historia de la denominada pelea del siglo entre Jack Dempsey y Luis Ángel Firpo realizada el 14 de septiembre de 1923 en el estadio Polo Grounds de Nueva York, ante 80.000 espectadores. Aunque las sospechas de corrupción en esta pelea fueron inversas a las del argumento de la película. Ya que en este caso el boxeador argentino Firpo fue quien sufrió la falta de apego al reglamento de las autoridades boxísticas y terminó perdiendo una pelea que técnicamente ya había ganado. 
Llegando al final del primer asalto, Firpo acorraló a Dempsey contra las cuerdas y con un certero golpe a la barbilla lo arrojó fuera del cuadrilátero. Dempsey cayó sobre los periodistas, golpeándose la cabeza contra una máquina de escribir, sufriendo un corte en la parte posterior de su cabeza. Dempsey estuvo entre 14 y 17 segundos -según la fuente- fuera del ring, sin embargo el árbitro llegó sólo a la cuenta de 9 cuando Dempsey logró regresar, ayudado por los periodistas. Esta cuenta increíblemente lenta, sumado al hecho que Dempsey no volvió al ring por sus propios medios, hizo que muchos reclamen que Firpo debió haber sido declarado ganador por nocaut.
En el segundo asalto, Dempsey ya se había recuperado del susto y logró derribar tres veces a Firpo, hasta que la pelea es detenida a los 57 segundos, declarando ganador a Dempsey por nocaut.
Fue la que supone la última película donde actuó Humphrey Bogart antes de su muerte ocurrida en el año 1957 en la ciudad de Hollywood, víctima de un cáncer de esófago a los 57 años. Se afirma que el actor estadounidense ya se encontraba muy enfermo durante el rodaje de la película.